# Just Fontaine
Just Fontaine (n. 18 august 1933, Marrakech, Marocul francez – d. 28 februarie 2023, Toulouse, Franța) a fost un fotbalist și antrenor de fotbal francez. El a fost deținătorul recordului mondial pentru cele mai multe goluri înscrise la un Campionat Mondial cu 13 goluri marcate la turneul din 1958. În 2004 Pelé l-a inclus în lista celor mai buni 125 fotbaliști în viață și a fost ales ca cel mai bun jucător francez din ultimii 50 de ani de către Federația Franceză de Fotbal la aniversarea jubileului UEFA din noiembrie 2003.

## Palmares

### Club
- Stade de Reims
  - Ligue 1 (3): 1957–58, 1959–60, 1961-62
  - Coupe de France (1): 1957-58
  - Trophée des champions (2): 1958, 1960

- Nice
  - Ligue 1 (1): 1955–56
  - Coupe de France (1): 1953-54

### Individual
- Golgheterul Campionatului Mondial de Fotbal 1958
- Golgheterul Cupei Campionilor Europeni (1): 1958-59
- Golgheterul Ligue 1 (2): 1957-58, 1959-60

## Statistici carieră
|               |               |               | Campionat | Campionat | Cupă            | Cupă            | Continental | Continental | Total   | Total  |
| Sezon         | Club          | Campionat     | Meciuri   | Goluri    | Meciuri         | Goluri          | Meciuri     | Goluri      | Meciuri | Goluri |
| Maroc         | Maroc         | Maroc         | Campionat | Campionat | Cupa Marocului  | Cupa Marocului  | Africa      | Africa      | Total   | Total  |
| ------------- | ------------- | ------------- | --------- | --------- | --------------- | --------------- | ----------- | ----------- | ------- | ------ |
| 1950–51       | Casablanca    |               | 16        | 23        |                 |                 |             |             |         |        |
| 1951–52       | Casablanca    | 10            | 17        |           |                 |                 |             |             |         |        |
| 1952–53       | Casablanca    | 22            | 22        |           |                 |                 |             |             |         |        |
| Franța        | Franța        | Franța        | Campionat | Campionat | Coupe de France | Coupe de France | Europa      | Europa      | Total   | Total  |
| 1953–54       | Nice          | Division 1    | 24        | 18        | 7               | 3               | -           | -           | 31      | 21     |
| 1954–55       | Nice          | Division 1    | 28        | 20        | 4               | 2               | -           | -           | 32      | 22     |
| 1955–56       | Nice          | Division 1    | 17        | 5         | 3               | 4               | -           | -           | 20      | 9      |
| 1956–57       | Stade Reims   | Division 1    | 31        | 30        | 1               | 1               | -           | -           | 32      | 31     |
| 1957–58       | Stade Reims   | Division 1    | 26        | 34        | 6               | 5               | -           | -           | 32      | 39     |
| 1958–59       | Stade Reims   | Division 1    | 32        | 24        | 3               | 2               | 7           | 10          | 42      | 36     |
| 1959–60       | Stade Reims   | Division 1    | 28        | 28        | 2               | 2               | -           | -           | 30      | 30     |
| 1960–61       | Stade Reims   | Division 1    | 7         | 4         | -               | -               | 1           | 0           | 8       | 4      |
| 1961–62       | Stade Reims   | Division 1    | 7         | 2         | 1               | 3               | -           | -           | 8       | 5      |
| Total         | Casablanca    | Casablanca    | 48        | 62        |                 |                 |             |             | 48      | 62     |
| Total         | Nice          | Nice          | 69        | 43        | 14              | 9               | -           | -           | 83      | 52     |
| Total         | Reims         | Reims         | 131       | 122       | 13              | 13              | 8           | 10          | 152     | 145    |
| Total carieră | Total carieră | Total carieră | 248       | 227       | 27              | 22              | 8           | 10          | 283     | 259    |

## Internațional
| Franța | Franța  | Franța |
| An     | Meciuri | Goluri |
| ------ | ------- | ------ |
| 1953   | 1       | 3      |
| 1954   | -       | -      |
| 1955   | -       | -      |
| 1956   | 1       | 0      |
| 1957   | 1       | 0      |
| 1958   | 12      | 18     |
| 1959   | 4       | 7      |
| 1960   | 2       | 2      |
| Total  | 21      | 30     |

## Goluri internaționale
| #           | Data              | Stadion                               | Oponent          | Rezultat | Competiția                                             | Goluri marcate |
| ----------- | ----------------- | ------------------------------------- | ---------------- | -------- | ------------------------------------------------------ | -------------- |
| 1,2,3       | 27 decembrie 1953 | Parc des Princes, Paris               | Luxemburg        | 8–0      | Calificările pentru Campionatul Mondial de Fotbal 1954 | 3              |
| 4           | 13 martie 1958    | Parc des Princes, Paris               | Spania           | 2–2      | Meci amical                                            | 1              |
| 5,6,7       | 8 iunie 1958      | Idrottsparken, Norrköping             | Paraguay         | 7–3      | Campionatul Mondial de Fotbal 1958                     | 3              |
| 8,9         | 11 iunie 1958     | Arosvallen, Västerås                  | Iugoslavia       | 2–3      | Campionatul Mondial de Fotbal 1958                     | 2              |
| 10          | 15 iunie 1958     | Eyravallen, Örebro                    | Scoția           | 2–1      | Campionatul Mondial de Fotbal 1958                     | 1              |
| 11,12       | 19 iunie 1958     | Idrottsparken, Norrköping             | Irlanda de Nord  | 4–0      | Campionatul Mondial de Fotbal 1958                     | 2              |
| 13          | 24 iunie 1958     | Råsunda Stadium, Solna                | Brazilia         | 2–5      | Campionatul Mondial de Fotbal 1958                     | 1              |
| 14,15,16,17 | 28 iunie 1958     | Ullevi, Göteborg                      | Germania de Vest | 6–3      | Campionatul Mondial de Fotbal 1958                     | 4              |
| 18, 19      | 1 octombrie 1958  | Parc des Princes, Paris               | Grecia           | 7–1      | Preliminariile Euro 1960                               | 2              |
| 20          | 5 octombrie 1958  | Praterstadion, Viena                  | Austria          | 2–1      | Meci amical                                            | 1              |
| 21          | 9 noiembrie 1958  | Stade Olympique de Colombes, Colombes | Italia           | 2–2      | Meci amical                                            | 1              |
| 22, 23, 24  | 11 noiembrie 1959 | Stade Olympique de Colombes, Colombes | Portugalia       | 5–3      | Meci amical                                            | 3              |
| 25, 26, 27  | 13 decembrie 1959 | Stade Olympique de Colombes, Colombes | Austria          | 5–2      | Preliminariile Euro 1960                               | 3              |
| 28          | 17 decembrie 1959 | Parc des Princes, Paris               | Spania           | 4–3      | Meci amical                                            | 1              |
| 29, 30      | 16 martie 1960    | Parc des Princes, Paris               | Chile            | 6–0      | Meci amical                                            | 2              |